# والتر بيركنز (عازف جاز)
والتر بيركنز (بالإنجليزية: Walter Perkins)‏ هو عازف جاز أمريكي، ولد في 10 فبراير 1932 في شيكاغو في الولايات المتحدة، وتوفي في 14 فبراير 2004 في نيويورك في الولايات المتحدة بسبب سرطان الرئة.

## وصلات خارجية
- والتر بيركنز على موقع ميوزك برينز (الإنجليزية)
- والتر بيركنز على موقع أول ميوزيك (الإنجليزية)
- والتر بيركنز على موقع ديسكوغز (الإنجليزية)